# Ehlenz

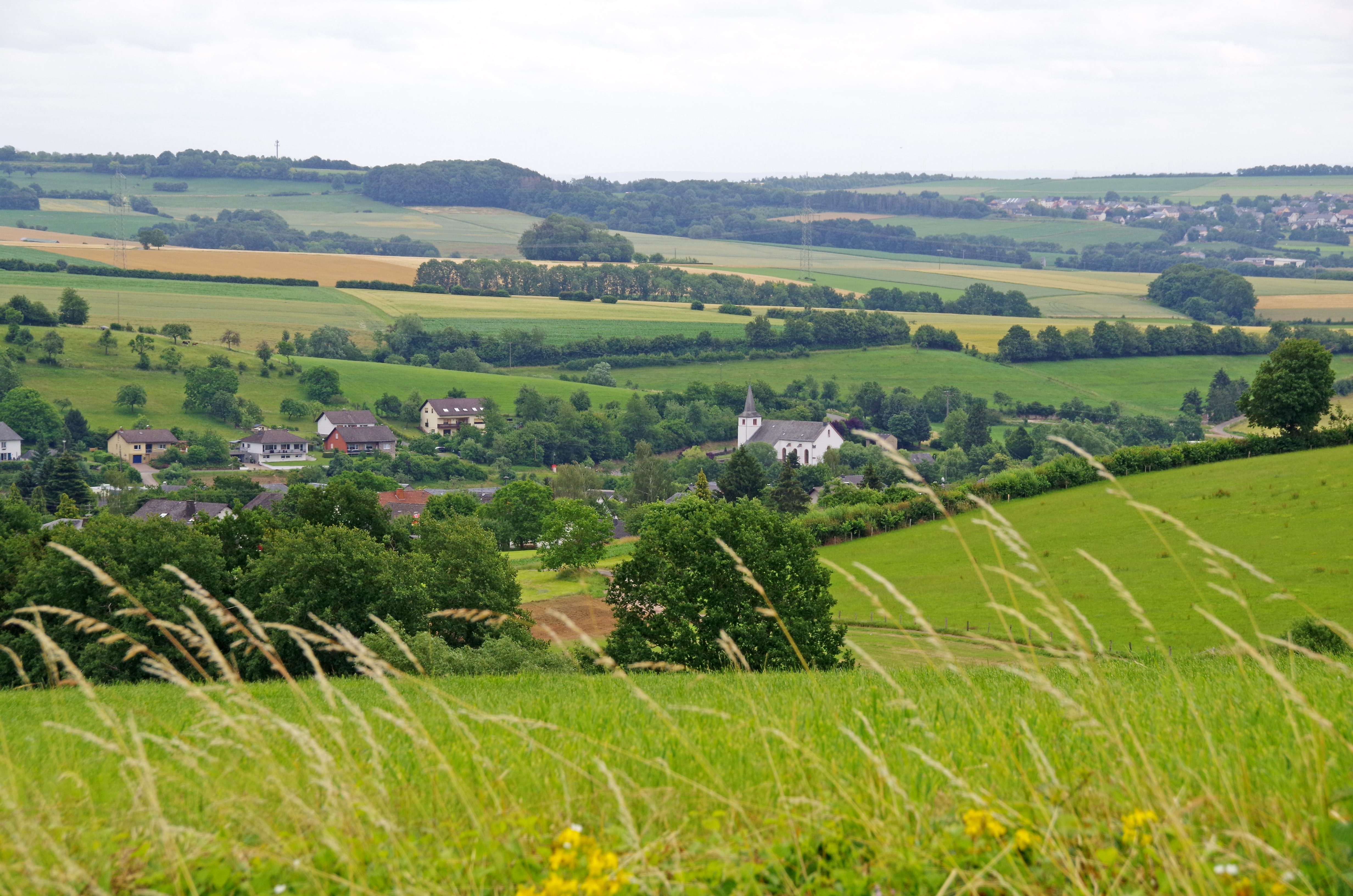
Ehlenz mit St. Pankratius-Kirche

Ehlenz ist eine Ortsgemeinde im Eifelkreis Bitburg-Prüm in Rheinland-Pfalz. Sie gehört seit dem 1. Juli 2014 der Verbandsgemeinde Bitburger Land an.

## Geographische Lage

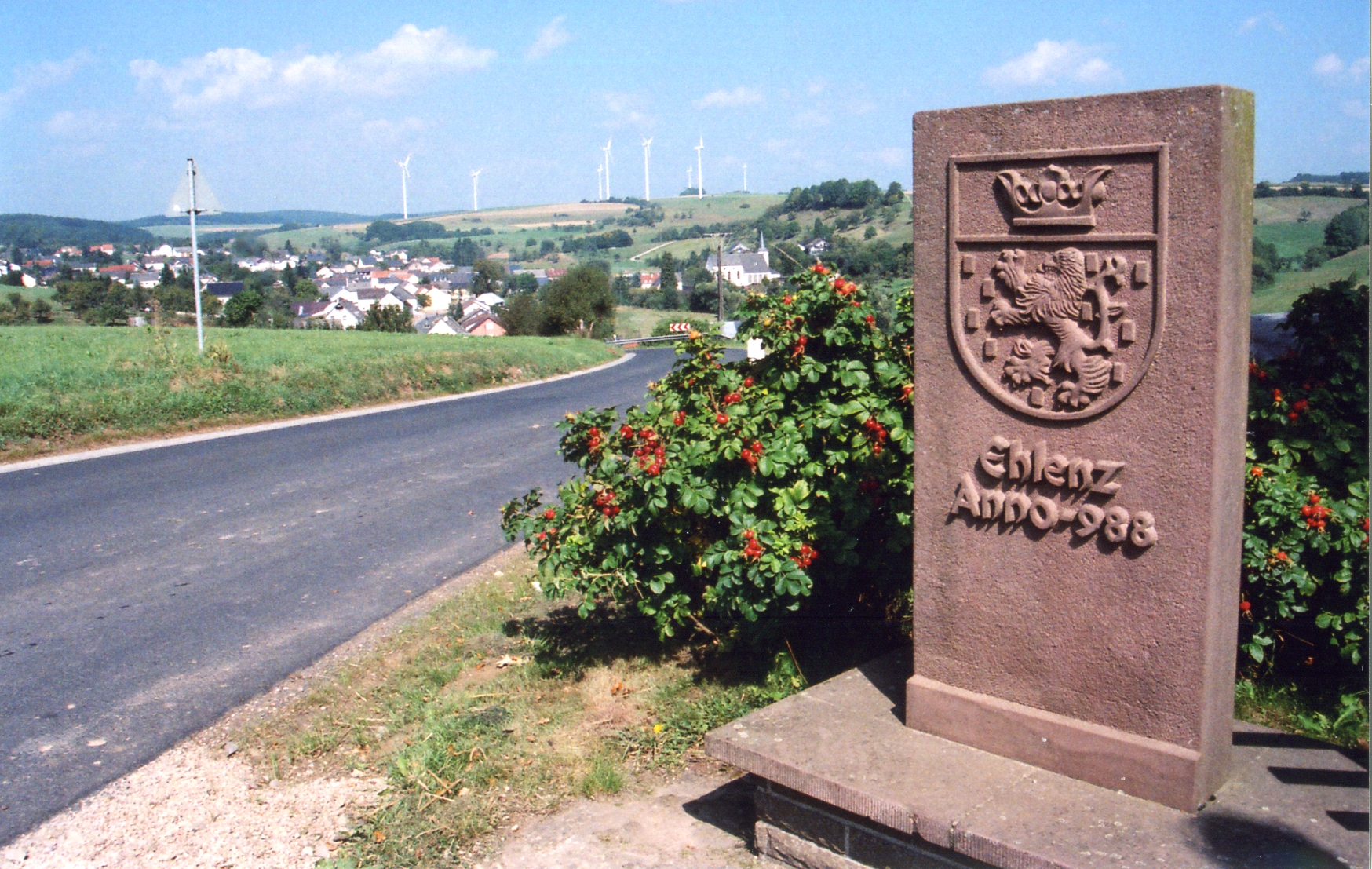
Ehlenz

Der Ort liegt in der Eifel rund zehn Kilometer nördlich von Bitburg im Tal des Ehlenzbachs. Unmittelbar angrenzende Gemeinden sind Ließem, Bickendorf, Heilenbach, Schleid und Oberweiler.
Zu Ehlenz gehören auch die Wohnplätze Ackerburg, Banzenbach, Schäfersmühle und Zur Schäfersmühle.

Nachbarorte von Ehlenz sind die Ortsgemeinden Heilenbach im Norden, Schleid im Nordosten, Bickendorf im Südosten, Ließem im Süden, Niederweiler und Oberweiler im Westen und das bereits zur Verbandsgemeinde Arzfeld gehörende Plütscheid im Nordwesten.

## Geschichte
Der Fund von Überresten römischer Gebäude und Mosaikfußböden nahe der „Ackerburg“ lassen eine frühe Besiedelung vermuten. Die erste urkundliche Erwähnung des Ortes erfolgte im Jahr 1233 unter dem Namen „Elesezze“. Agnes von Malberg verpfändete ihre Höfe in Ehlenz, Stedem und Hinkel an den Trierer Erzbischof Theoderich II.
Ehlenz gehörte bis zum Ende des 18. Jahrhunderts zum kurtrierischen Amt Kyllburg. Die Inbesitznahme des Linken Rheinufers durch französische Revolutionstruppen beendete die alte Ordnung. Der Ort wurde bis 1814 Teil der Französischen Republik (bis 1804) und anschließend des Französischen Kaiserreichs. Ehlenz wurde verwaltungsmäßig der Mairie Seffern im Arrondissement Prüm des Saardépartements zugeordnet. Nach der Niederlage Napoleons kam die Gemeinde aufgrund der 1815 auf dem Wiener Kongress getroffenen Vereinbarungen zum Königreich Preußen und gehörte nun zum Kreis Prüm des Regierungsbezirks Trier, der 1822 Teil der neu gebildeten preußischen Rheinprovinz wurde. Aus der Mairie wurde eine Bürgermeisterei, die ab 1824 in Personalunion mit weiteren zwei Bürgermeistereien geführt wurde. Der Sitz der Verwaltung war von 1827 bis 1852 in Ehlenz, danach in Bickendorf. Vier Jahre später wurden die drei Bürgermeistereien auch formal zur Bürgermeisterei Bickendorf verschmolzen (ab 1927 Amt Bickendorf).
Nach dem Ersten Weltkrieg zeitweise französisch besetzt und nach dem Zweiten Weltkrieg der französischen Besatzungszone zugeordnet, ist der Ort seit 1946 Teil des damals neu gebildeten Landes Rheinland-Pfalz. Bei der Auflösung der Ämter im Rahmen der rheinland-pfälzischen Gebiets- und Verwaltungsreform kam Ehlenz 1970 zur Verbandsgemeinde Bitburg-Land, die 2014 in die Verbandsgemeinde Bitburger Land aufging.
Bevölkerungsentwicklung
Die Entwicklung der Einwohnerzahl von Ehlenz, die Werte von 1871 bis 1987 beruhen auf Volkszählungen:
| Jahr | Einwohner |
| ---- | --------- |
| 1815 | 237       |
| 1835 | 394       |
| 1871 | 415       |
| 1905 | 448       |
| 1939 | 494       |
| 1950 | 490       |
| 1961 | 456       |

| Jahr | Einwohner |
| ---- | --------- |
| 1970 | 450       |
| 1987 | 424       |
| 1997 | 446       |
| 2005 | 471       |
| 2011 | 420       |
| 2017 | 428       |

## Politik

### Gemeinderat
Der Gemeinderat in Ehlenz besteht aus acht Ratsmitgliedern, die bei der Kommunalwahl am 9. Juni 2024 in einer Mehrheitswahl gewählt wurden, und dem ehrenamtlichen Ortsbürgermeister als Vorsitzendem.

### Bürgermeister
Erik Lichter wurde am 24. Juni 2019 Ortsbürgermeister von Ehlenz. Bei der Direktwahl am 26. Mai 2019 war er mit einem Stimmenanteil von 93,04 % gewählt worden. Bei der Direktwahl am 9. Juni 2024 wurde er als einziger Bewerber mit 84,5 % für weitere fünf Jahre in seinem Amt bestätigt.
Lichters Vorgänger Alfred Nober hatte das Amt 18 Jahre ausgeübt.

### Wappen
| Wappen von Ehlenz | [ 13 ] |
| Wappen von Ehlenz | Wappenbegründung: Die Krone im Schildhaupt ist das Symbol des Kirchen- und Ortspatrons St. Pankratius. Eines der alten Hofgüter gehörte den Herren von Malberg, hieraus der weiße Löwe in rotem, mit weißen Schindeln bestreuten Feld aus dem Wappen der Herren von Nürburg, dem Geschlecht aus dem auch Agnes von Malberg stammte. |

## Kultur und Sehenswürdigkeiten
Siehe auch: Liste der Kulturdenkmäler in Ehlenz
Siehe auch: Liste der Naturdenkmale in Ehlenz

## Verkehr
Ehlenz wird durch die Kreisstraßen K 69, K 74 und K 75 an das Straßennetz angeschlossen.

## Söhne und Töchter der Gemeinde
- Christophorus Elsen (1890–1976), Abt des Klosters Mariawald 1947–1961